# Пентасамарийтетрасвинец
Пентасамарийтетрасвинец — бинарное неорганическое соединение
самария и свинца
с формулой Pb4Sm5,
кристаллы.

## Получение
- Сплавление стехиометрических количеств чистых веществ:

{\displaystyle {\mathsf {5Sm+4Pb\ {\xrightarrow {980^{o}C}}\ Pb_{4}Sm_{5}}}}

## Физические свойства
Пентасамарийтетрасвинец образует кристаллы
тетрагональной сингонии, пространственная группа P nma, параметры ячейки a = 0,8244 нм, b = 1,578 нм, c = 0,8363 нм, Z = 4
структура типа пентасамарийтетрагермания Ge4Sm5
.
Соединение образуется по перитектической реакции при температуре 980 °C
.